# Luis Tomás Larco Ferrari
Luis Tomás Larco Ferrari,(Trujillo, 21 de diciembre de 1903 - Callao, 19 de octubre de 1976) fue un político peruano. Fue alcalde de Lima entre 1953 y 1955 y alcalde del distrito de La Punta entre 1925 a 1930.
Durante su gestión en la alcaldía metropolitana se construyó el primer bypass de la ciudad, entre la Avenida Arequipa y la Avenida Javier Prado.  Hijo de Luis Nicolás Larco del Valle y Amelia Ferrari Solimano. Se casó con Elsa Rosa Noriega Mora con quien tuvo como hijas a Elsa Amelia y Luisa María Larco Noriega.
Fue elegido diputado del Congreso de la República en 1963 por la Unión Nacional Odriísta.
Falleció en La Punta el 19 de octubre de 1976.